# 2-Cijanogvanidin
2-cijanogvanidin ili Dicijandiamid, skraćeno DICI ili DCD je nitril dobijen iz gvanidina, a to je organsko hemijsko jedinjenje sa molekulskom formulom C2H4N4. To je dimer cijanamid iz kojeg se može pripremiti. Takođe se smatra dvovalentnim jedinjenjem cijanamida. 2-cijanogvanidin se proizvodi iz samog cijanamida. 2-cijanogvanidin je bezbojna čvrsta supstanca koja je rastvorljiva u vodi, acetonu i alkoholu, ali ne i nepolarnim organskim rastvaračima, kao što su benzol i heksan.
2-Cijanogvanidin je takođe organsko jedinjenje, koje sadrži 2 atoma ugljenika i ima molekulsku masu od 84,080 .

## Proizvodnja
2-cijanogvanidin se proizvodi tretiranjem cijanamida bazom. Nastaje u zemljištu razgradnjom cijanamida. Razna korisna jedinjenja se proizvode od 2-cijanogvanidina, gvanidina i melamina. Na primer, acetogvanamin i benzogvanamin se dobijaju kondenzacijom cijanogvanidina sa nitrilom:
(H2N)2C=NCN  +  RCN   →  (CNH2)2(CR)N3
U laboratoriji se sinteza vrši dimerizacijom iz toplog rastvora cijanamida korišćenjem koncentrovanog rastvora amonijaka:
2 H2NCN -> H2NC(=NH)NHCN

## Priprema
Suspenzija kalcijum vodonik cijanamida dobijena hidrolizom kalcijum cijanamida se filtrira pod sniženim pritiskom da bi se uklonio ostatak filtera kalcijum hidroksida, a zatim se ugljen-dioksid propušta u filtrat da bi se istaložio kalcijum u obliku kalcijum karbonata da bi se dobio rastvor cijanamida. Polimerizuje se u alkalnim uslovima, a zatim filtrira, ohladi do kristalizacije, odvoji i osuši da bi se dobio dicijandiamid.
{\displaystyle {\rm {\ 2Ca(CN)_{2}+2H_{2}O\rightarrow Ca(HCN_{2})_{2}+Ca(OH)_{2}}}}
{\displaystyle {\rm {\ Ca(HCN_{2})_{2}+CO_{2}+H_{2}O\rightarrow 2NH_{2}CN+CaCO_{3}}}}
{\displaystyle {\rm {\ 2NH_{2}CN\rightarrow (NH_{2}CN)_{2}}}}

## Hemijska svojstva
Postoje dva tautomerna oblika, koji se razlikuju u protonaciji i vezivanju azota za koji je vezana nitrilna grupa.
2-cijanogvanidin takođe može postojati u cviterjonskom obliku preko formalne kiselinsko-bazne reakcije između azota.
Gubitak amonijaka (NH3) iz cviterjonske forme, praćen deprotonacijom preostalog centralnog atoma azota, daje dicijanamidni anjon, [N(CN)2]−.

## Osobine
| Osobina                  | Vrednost |
| ------------------------ | -------- |
| Broj akceptora vodonika  | 4        |
| Broj donora vodonika     | 2        |
| Broj rotacionih veza     | 0        |
| Particioni koeficijent ( | -0,8     |
| Rastvorljivost (logS, log(mol/L))       | -0,2     |
| Polarna površina (PSA, Å2)  | 88,2     |

## Karakteristike
- Molekulska težina: 84,1
- IUPAC: 1-cijanogvanidin
- CAS: 461-58-5
- Tačka topljenja: 207—209 °C (405—408 °F; 480—482 K)
- Gustina: 1,40

Rastvorljiv u vodi, etar slabo rastvorljiv u acetonu, slabo rastvorljiv u benzenu.

## Upotreba
- U poljoprivredi se koristi za suzbijanje mikrobne aktivnosti nitrifikujućih bakterija. Sprečava gubitak azota u životinjskom đubrivu koji je podložan delovanju denitrifikujućih bakterija koje oslobađaju azotna jedinjenja u obliku rastvorljivih nitrata.

- Takođe je intermedijer u sintezi melamina i drugih organskih jedinjenja.

- U prošlosti je korišćen kao gorivo sa jakim oksidacionim jedinjenjima kao eksploziv.

- Cijanogvanidin se takođe koristi kao đubrivo. Dicijandiamid se formira u zemljištu kada se koristi krečno đubrivo (kalcijum cijanamid). Ovo stvara slobodni cijanamid u zemljištu, koji delimično reaguje dalje u dicijandiamid. Ovo usporava nitrifikaciju jedinjenja amonijuma od strane Nitrifikovanih zemljišnih bakterija do nitrita koji oštećuje biljke. Dicijandiamid se u samom zemljištu razlaže na ureu.[10].

- Takođe je korišćen kao građevinski blok u sintezi plastike, đubriva, farmaceutskih proizvoda i drugih tehničkih hemikalija.

- Koristi se u industriji lepkova kao sredstvo za očvršćavanje epoksidnih smola.[3]

- Burna reakcija sa jakim oksidantima se, pomalo paradoksalno, takođe primenjuje u instalacijama za gašenje požara kao alternativa halonima. Primer je sistem Stat-X američke kompanije Fireavai LLC.[11] Sastoji se od fine mešavine kalijum nitrata i dicijandiamida, presovanih zajedno sa drugim ekscipijentima u posudi od nerđajućeg čelika. Kada se kontejner aktivira na (početku) požara, smeša se oslobađa i zapaljuje, stvarajući fini aerosol čvrstih čestica, a takođe i inertnih gasova (oksidi azota, ugljen-dioksid). I ovi gasovi i aerosol pomažu u gašenju požara. Slobodni radikali kalijuma u aerosolu čestice reaguju sa slobodnim radikalima u vatri i formiraju stabilna jedinjenja, čime se prekida lančana reakcija kakva vatra zapravo jeste. Pomoćni materijal je „rashladno sredstvo“, koje treba da održava temperaturu sagorevanja smeše što je moguće nižom. Sistem je dostupan kako u fiksnim kontejnerima za zaštitu prostorija ili objekata od požara, tako i u malim prenosivim kapsulama („First Responder“), koje vatrogasna služba može baciti u prostoriju koja gori kako bi omogućila više vremena za evakuaciju ili nabavku drugih sredstava za gašenje. Sistem ne proizvodi toksične materije u štetnim koncentracijama, ne troši dodatni kiseonik i ne izaziva kolateralna oštećenja u područjima gde se oslobađa.[12]

## Povezani incidenti bezbednosti hrane

### Novozelandsko mleko i mlečni proizvodi
Vall Street Journal je 25. januara 2013. objavio da je nedavno otkriveno da novozelandsko mleko i mlečni proizvodi sadrže niske nivoe toksične supstance dicijandiamida. Eksperimenti na životinjama su pokazali da je dicijandiamid sličan melaminu po štetnosti za telo, ali je njegova toksičnost manja od one melamina, pa Tajvan privremeno koristi dozvoljenu koncentraciju melamina kao standard.
Metoda detekcije (HPLC-UV i HPLC-MS/MS metoda)
U ranim satima 25. januara, po pekinškom vremenu, saopšteno je da je u mleku sa Novog Zelanda pronađena štetna materija dicijandiamid. Dicijandiamid je takođe poznat kao dicijandiamid, skraćeno DICI ili DCD. Iako međunarodni standardi ne ograničavaju dicijandiamid u hrani, visoke doze dicijandiamida su toksične za ljude. S obzirom na složene karakteristike matriksa mleka u prahu za bebe, ova metoda povećava količinu materijala za prečišćavanje kako bi se postigao bolji efekat prečišćavanja. Koristeći novu generaciju Cleanert® MAS-KuChERS-dicijandiamidne cevi za prečišćavanje (500mg/15mL, broj proizvoda: MS-SKA02) i Venusil® HILIC kolone za tečnu hromatografiju, uspostavljena je MAS-KuEChERS brza metoda prethodnog tretmana za dicijandiamid u mleku u prahu i LC-UV i LC-MS/MS metode detekcije.

### Šri Lanka
- Istraživački institut za industrijsku tehnologiju Šri Lanke nedavno je otkrio da određeni broj novozelandskog mleka u prahu sadrži hemijski sastojak dicijandiamid prilikom testiranja uvezenih mlečnih proizvoda iz zemlje, uključujući brend Anjia grupe Fonterra.

- Vlada Šri Lanke je 11. avgusta 2013. objavila da je hemijska supstanca dicijandiamid otkrivena u nizu mleka u prahu uvezenog sa Novog Zelanda, uključujući proizvode Fonterra grupe, a zatim je naredila da se svi proizvodi od mleka u prahu Novog Zelanda uklone iz zemlje.

## Literatura
- Clayden, Jonathan; Greeves, Nick; Warren, Stuart; Wothers, Peter (2001). Organic Chemistry (I изд.). Oxford University Press. ISBN 978-0-19-850346-0.
- Smith, Michael B.; March, Jerry (2007). Advanced Organic Chemistry: Reactions, Mechanisms, and Structure (6th изд.). New York: Wiley-Interscience. ISBN 0-471-72091-7.
- Katritzky A.R.; Pozharskii A.F. (2000). Handbook of Heterocyclic Chemistry (Second изд.). Academic Press. ISBN 0080429882.

## Spoljašnje veze
- Интернационална карта хемијске безбедности 0650
- OECD document Архивирано 2017-05-17 на сајту
- Entry at chemicalland21.com